# Compensatore (aeronautica)

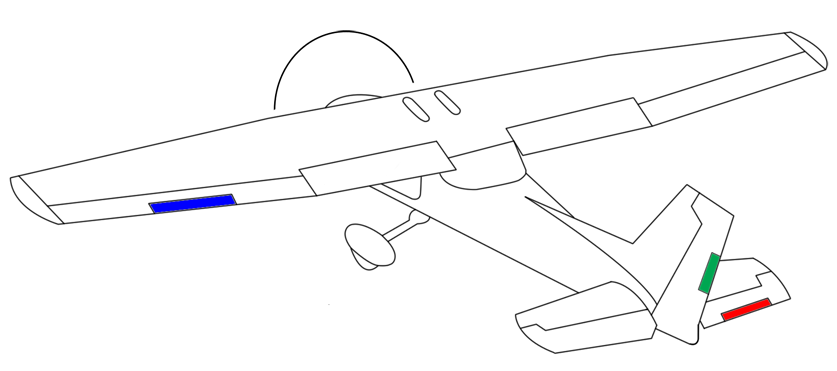
Indicazione di alcuni trim tipici (colorati)

I correttori, spesso chiamati con il termine anglosassone trim, sono delle alette mobili montate sull'equilibratore e talvolta sul timone degli aeroplani, che servono a mantenere l'aereo nella direzione e assetto desiderati senza che il pilota debba fare sforzo sulla cloche. Questa applicazione può risultare potenzialmente utile nel momento in cui per qualche motivo la configurazione di assetto del velivolo, tipicamente stabile, venga alterata; questo significa che la precedente posizione della barra di comando (immaginandola come centrata nell'origine di un piano cartesiano) non conferisce più la stabilità ma, in quella che è la sua posizione statica assume come nuova configurazione quella deviata il che comporterebbe al pilota una continua correzione dell'errore macroscopicamente riflesso da un'imbardata e/o rollio e/o beccheggio del velivolo con una manovra, ovvero una posizione della barra sostenuta nel tempo, dove in velivoli con comandi reversibili stancherebbe eccessivamente il pilota  causando il non completamento della missione e possibile catastrofe.
Esistono anche delle superfici dette alette compensatrici. Come si può intuire facilmente, si differenziano dalle alette correttrici per la loro funzione di compensazione, e.g. in presenza di comandi di volo reversibili (cioè completamente gestiti dalla forza umana e nella fattispecie dal pilota) hanno la funzione di andare a ridurre il momento di cerniera e quindi qualora venissero fatte manovre onerose dal punto di vista di carico aerodinamico sulla superficie mobile, il pilota con l'ausilio di queste superfici riesca a superare questo aumento di forza richiesto che in assenza non riuscirebbe a sostenere.